# Явор Куюмджиев
Явор Бориславов Куюмджиев е български политик. Народен представител от парламентарната група на БСП-Коалиция за България в XLII народно събрание. Владее английски, руски и чешки език.

## Биография
Явор Куюмджиев е роден на 14 септември 1970 година в град София. Учи в Софийската математическа гимназия (1984 – 1986), след това в Руското средно училище в град Високе Мито, Чехия, където получава диплома за средно образование (1986 – 1987). Следва в Центъра за езикова и теоретична подготовка на чуждестранни студенти към Карловия университет в Подебради, Чехия (1987 – 1988), след това в Чешки технически университет в Прага (1988 – 1993). Магистър по компютърни технологии в Технически университет - София (1996 – 1999). Магистър по Бизнес администрация в Рочестърския технологичен институт – US бизнес училище в Прага (2000 – 2001).

### Професионална кариера
Явор Куюмджиев е бил:
- Групов мениджър Global Travel s.r.o. – клон на Холандска туристическа агенция, ръководител на група от 8 клона на компанията в Чехия (1993 – 1996).
- Ръководител на отдел „Малки и средни предприятия“ в чешката Комерчни Банка АД, член на Société Générale group, методическо ръководство на клиентския сегмент (2001 – 2003).
- Заместник генерален директор „Външна търговия“ в чешката Шкода Прага АД. – инженерингова компания доставчик на оборудване за електроцентрали, създал и ръководил дирекция „Външна търговия“, член на Директорския съвет (2003 – 2004).
- Работил в Консултантски договор за развитие на бизнеса в Централна и Източна Европа – Global Payments Inc. – световен лидер в доставките на решения за електрони разплащания, подготовка и имплементация на плана за развитие на бизнеса в региона (2004 – 2005).
- Директор на представителството в България, съветник на генералния директор Шкода Ядрено Машиностроене АД. – водещ производител на оборудване за АЕЦ; Основател и ръководител на Шкода Алианс, консорциум участвал в търга за АЕЦ „Белене“; съветник на Генералния директор по стратегическото развитие на фирмата и участие в големи инвестиционни проекти (2005 – 2007).
- Заместник-министър на икономиката и енергетиката в правителството на Сергей Станишев (2007 – 2009)
- Съветник на генералния директор, Дженерали България Холдинг (2010 – 2012).
- Търговски директор на Трактебел Инженеринг за Балканите и ОНД (2011 – 2013).
- Член на Съвета на директорите на Джи Пи Презастраховане (2011 – 2013).

От 2007 година е асоцииран директор, A. T. KEARNEY – водеща глобална мениджърска консултантска компания; участие и ръководство на проекти в енергетиката в Швеция, Чехия, Словакия, България и др., Централна и Източна Европа.
На парламентарните избори през 2013 година е водач в листата на Коалиция за България в 28-и МИР Търговище, и е избран за народен представител.